# Censorino
Censorino (Censorinus) fue un gramático romano del siglo III. Él mismo afirma en su obra De die natale (18.12 y 21.6) que está escrita en el año 238. Además de esta obra, escribió una gramática y un tratado sobre los acentos (De accentibus) que no han llegado a nosotros.
De die natale (Sobre el día del nacimiento) es un opúsculo sobre este tema dedicado por el autor a su patrono Quinto Cerelio (Quintus Caerellius). En la primera parte (4-14) analiza los aspectos antropológicos del nacimiento (origen de la especie, gestación, desarrollo del embrión, cálculo astrológico, duración de la gestación, relación entre música y nacimiento, periodización de la vida). La segunda parte (16-24) trata del tiempo y su división en años, meses y días. El propio autor reconoce que su obra no es original, sino fruto de su erudición, y cita entre sus fuentes a Varrón y Suetonio.
En honor a Censorino se bautizó con la versión latina de su nombre al cráter lunar Censorinus, situado en el sureste del Mare Tranquillitatis.